# Starrer Designator
Ein starrer Designator (engl. rigid designator) ist ein Name/Bezeichner, der in allen möglichen Welten denselben Gegenstand referenziert. Designatoren wie „Wasser“ oder „H2O“ sind zum Beispiele rigide, weil sie unter allen, auch kontrafaktischen Umständen dieselbe Substanz meinen. „Das Lieblingsgetränk meiner Oma“ hingegen ist ein nicht-rigider Designator, da damit zwar in der Realität ebenfalls Wasser gemeint ist, jedoch Umstände denkbar sind, in denen dies nicht der Fall ist.
Die Festlegung der Referenz eines Namens geschieht nach Ansicht von Saul Kripke in einer Art Taufe. Die Bezugnahme auf den Gegenstand wird für die ganze Sprachgemeinschaft dadurch möglich, dass sie eine „Referenz-Kette“ benutzen, deren letztes Glied der Gegenstand ist. Durch diese Prozedur des Festlegens und Weitergebens haben Namen also keinen semantischen Gehalt, wohingegen in der klassischen Eigennamentheorie (siehe Frege, Russell, Wittgenstein) die eindeutigen Kennzeichnungen die Semantik von Namen bestimmen. Die Grundidee hinter der Kennzeichnungstheorie der Eigennamen ist, dass ein Name wie „Aristoteles“ einfach so viel wie „der größte Philosoph der Antike“ heißt. Gegen die Kennzeichnungstheorie der Eigennamen in ihren verschiedenen Varianten spricht hauptsächlich Kripkes Überlegung in Name und Notwendigkeit, dass (1) „Aristoteles hätte auch nicht der größte Philosoph der Antike sein können“ zwar wahr ist, aber (2) „Der größte Philosoph der Antike hätte auch nicht der größte Philosoph der Antike sein können“ falsch scheint. Wäre die Kennzeichnungstheorie korrekt, müssten aber (1) und (2) denselben Wahrheitswert haben.
Der Begriff wurde von Kripke in seiner Arbeit Name und Notwendigkeit im Felde der Theorie der Eigennamen formuliert. Er verteidigt dort die Ansicht, dass es sich bei Termen für natürliche Arten (wie „Tiger“) auch um starre Designatoren handelt. Hilary Putnam ist bekannt für sein Zwillingserde-Argument, das (unter anderem) auch für die Ansicht spricht, dass Terme, die natürliche Arten bezeichnen, starre Designatoren sind. David Kaplan hat unter anderem in seiner Arbeit On the Logic of Demonstratives argumentiert, dass indexikalische Ausdrücke wie „dies“ starre Designatoren sind.